# Oswald Wolff
Johannes Oswald Wolff (* 11. April 1855 in Nordhausen; † nach 1913) war ein deutscher Gymnasiallehrer und Altphilologe.
Oswald Wolff studierte nach dem Besuch des Gymnasiums in Wittenberg von 1874 bis 1879 Klassische Philologie an der Universität Leipzig bei Justus Hermann Lipsius, wo er 1884 auch promoviert wurde. Seit dem Studium war er Mitglied des Klassisch-Philologischen Vereins Leipzig im Naumburger Kartellverband. 1879 legte er das Staatsexamen ab und wurde dann provisorischer, später fester Oberlehrer am Progymnasium in Meißen. Ostern 1885 wurde er Lehrer am Gymnasium in Chemnitz.
Wie zahlreiche andere Gymnasiallehrer schrieb er Artikel für Wilhelm Heinrich Roschers Ausführliches Lexikon der griechischen und römischen Mythologie.

## Veröffentlichungen (Auswahl)
- Quaestiones iophonteae. Meißen 1882 (Digitalisat).
- De Jophonte poeta tragico. Leipzig 1884 (= Dissertation).
- Polyneikes. Ein Beitrag zur thebanischen Sage. Chemnitz 1906 (Digitalisat).